# Cienna
Die rote Rebsorte Cienna stammt aus Australien. Der Name der Rebsorte lehnt sich an die Farbe Siena an. Cienna wurde am Commonwealth Scientific and Industrial Research Organisation (kurz CSIRO in Merbein) mit dem Ziel einer qualitativ ansprechenden Rebsorte für ein sehr warmes und trockenes Weinbauklima gezüchtet. Dr. Alan Antcliff kreuzte im Jahr 1972 die Sorten Sumoll und Cabernet Sauvignon. Die spätere Selektion erfolgte durch Peter Clingeleffer (Weinbauer) und George Kerridge (Weinmacher). Anbauversuche fanden in den Gebieten von Coonawarra (South Australia), Avoca (Central Victoria) und Sunraysia (Northern Victoria) statt. Seit dem Jahr 2000 ist die Sorte für den gewerblichen Anbau zugelassen. Seit 1995 begleitete das Weingut Brown Brothers die Anbauversuche. Das Weingut ist zurzeit (Stand 2022) der wichtigste Nutzer der Rebsorte. Im Jahr 2016 waren insgesamt 70 Hektar mit Cienna bestockt.
Die Weine sind tiefdunkel und verfügen selbst im warmen Klima von Swan Hill über einen sehr hohen Tanningehalt. Ansonsten kann der Wein mit erfrischender Säure und an rote Früchte erinnernden Aromen gekühlt getrunken werden.
In Australien entstanden die Neuzüchtungen Cienna, Vermillion, Rubienne und Tyrian auf Basis einer Kreuzung von Sumoll mit Cabernet Sauvignon.

## Ampelographische Sortenmerkmale
Die spätreifende, ertragsstarke Rebe ist aufgrund des mittelspäten Austriebs gegen späten Frost im Frühjahr kaum empfindlich. Die Blütenbildung erfolgt sehr spät und die Véraison setzt spät ein. Die Rebsorte benötigt ca. 180 Tage zur vollen Reife und erfordert ein sehr warmes Weinbauklima.

## Synonyme
Es sind keine Synonyme bekannt.